# Taça de Portugal 2021-2022
La Taça de Portugal 2021-2022, conosciuta anche come Taça de Portugal Placard per ragioni di sponsorizzazione, è stata l'82ª edizione del torneo Taça de Portugal, iniziata il 9 settembre 2021 e terminata il 22 maggio 2022. Il Porto ha vinto la competizione per la diciottesima volta nella sua storia.

## Formula del torneo
| Turno                | Squadre rimanenti | Squadre partecipanti | Vincitori del turno precedente | Squadre entrate | Campionati entranti                                               | Date                              |
| -------------------- | ----------------- | -------------------- | ------------------------------ | --------------- | ----------------------------------------------------------------- | --------------------------------- |
| Primo Turno          | 154               | 120                  | 0                              | 120             | Liga 3 (21) Campeonato de Portugal (58) Campeonato Distrital (41) | 11 settembre 2021                 |
| Secondo Turno        | 110               | 92                   | 44+32 bye                      | 16              | Segunda Liga (16)                                                 | 26 settembre 2021                 |
| Terzo Turno          | 64                | 64                   | 46                             | 18              | Primeira Liga (18)                                                | 17 ottobre 2021                   |
| Sedicesimi di finale | 32                | 32                   | 32                             | 0               |                                                                   | 21 novembre 2021                  |
| Ottavi di finale     | 16                | 16                   | 16                             | 0               |                                                                   | 21-23 dicembre 2022               |
| Quarti di Finale     | 8                 | 8                    | 8                              | 0               |                                                                   | 11-13 gennaio 2022                |
| Semifinali           | 4                 | 4                    | 4                              | 0               |                                                                   | 1°-3 marzo 2022 19-21 aprile 2022 |
| Finale               | 2                 | 2                    | 2                              | 0               |                                                                   | 22 maggio 2022                    |

## Primo turno
Il sorteggio è stato effettuato il 5 agosto 2021. 32 squadre passano direttamente al turno successivo.
| Squadra 1             | Risultato       | Squadra 2                |
| --------------------- | --------------- | ------------------------ |
| 9 settembre 2021      |                 |                          |
| Limianos              | 3 – 2           | Montalegre               |
| 10 settembre 2021     |                 |                          |
| Real SC               | 1 – 0           | Barreirense              |
| 11 settembre 2021     |                 |                          |
| Santa Marta Penaguiao | 0 – 3           | Camacha                  |
| União Santarém        | 0 – 0 (1-3 dtr) | Loures                   |
| Gondomar              | 2 – 3           | Salgueiros               |
| Felgueiras 1932       | 3 – 0           | Câmara de Lobos          |
| Machico               | 0 – 5           | São Martinho             |
| Mirandela             | 0 – 1           | Fafe                     |
| Praiense              | 0 – 1           | Sporting Ideal           |
| O Elvas               | 0 – 2           | Sacavenense              |
| Alvarenga             | 3 – 1           | Gouveia                  |
| Alverca               | 6 – 0           | Eléctrico                |
| Ançã                  | 1 – 0           | Sanjoanense              |
| Berço                 | 2 – 1           | Joane                    |
| Canelas 2010          | 12 – 0          | Régua                    |
| Castro Daire          | 1 – 0           | Trancoso                 |
| Cerva                 | 1 – 3           | Maria da Fonte           |
| Culatrense            | 1 – 2           | Louletano                |
| Estarreja             | 1 – 2           | Águias Moradal           |
| Ferreiras             | 1 – 0           | Penedo Gordo             |
| Gloria Ribatejo       | 0 – 4           | Sintrense                |
| Lusitano Evora 1911   | 1 – 2           | Oriental Dragon          |
| Macedo de Cavaleiros  | 1 – 0           | Forjães                  |
| Marinhense            | 1 – 2           | Idanhense                |
| Moimenta              | 2 – 3           | Cinfães                  |
| Moncarapachense       | 1 – 1 (1-4 dtr) | Industria                |
| Olhanense             | 1 – 0           | Juventude de Évora       |
| Oliveirense           | 6 – 0           | Guarda                   |
| Pedroso               | 0 – 2           | Paredes                  |
| Pinhalnovense         | 0 – 2           | Amora                    |
| Benfica e C.B.        | 1 – 0           | Mata Mourisquense        |
| Vianense              | 2 – 1           | Ancora Praia             |
| Sertanense            | 2 – 0           | Peniche                  |
| Valenciano            | 2 – 4           | Merelinense              |
| Vasco da Gama Sines   | 1 – 2           | Imortal                  |
| Vigor Mocidade        | 0 – 0 (4-5 dtr) | União de Coimbra         |
| Vila Meã              | 3 – 3 (4-2 dtr) | Amarante                 |
| Vila Velha de Ròdao   | 0 – 3           | Vitória Sernache         |
| Abrantes Benfica      | 2 – 4 (dts)     | Caldas                   |
| 12 settembre 2021     |                 |                          |
| Damaiense             | 3 – 1           | Lusitânia                |
| Vila Real             | 1 – 1 (5-4 dtr) | Tirsense                 |
| União de Lamas        | 1 – 1 (6-7 dtr) | Espinho                  |
| Arronches Benfica     | 3 – 3 (5-3 dtr) | Vasco da Gama P. Delgada |
| Leça                  | 1 – 0           | Lourosa                  |

## Secondo turno
Il sorteggio è stato effettuato il 15 settembre 2021.
| 23 settembre 2021    |                  |                      |
| Real SC              | 2 – 1 (dts)      | Cova da Piedade      |
| 24 settembre 2021    |                  |                      |
| Alverca              | 3 – 1            | Vila Real            |
| 25 settembre 2021    |                  |                      |
| Vianense             | 0 – 2            | Vitória Setúbal      |
| União de Coimbra     | 2 – 1            | Graciosa             |
| São João de Ver      | 1 – 3 (dts)      | Leixões              |
| Águias Moradal       | 2 – 1            | Damaiense            |
| Caldas               | 1 – 0            | Amora                |
| Camacha              | 6 – 1            | Ribeirão             |
| Canelas 2010         | 2 – 4            | Casa Pia             |
| Condeixa             | 4 – 3 (dts)      | Esperança Lagos      |
| Estrela Vendas Novas | 0 – 2            | Paredes              |
| Alpendorada          | 1 – 2 (dts)      | Académica            |
| Ferreira de Aves     | 0 – 1 (dts)      | Académico de Viseu   |
| Fontinhas            | 0 – 1            | Torreense            |
| Idanhense            | 0 – 2            | Covilhã              |
| Imortal              | 0 – 2            | Vilafranquense       |
| Industria            | 1 – 1 (5-6 dtr)  | União Leiria         |
| Limianos             | 0 – 1            | Berço                |
| Loures               | 2 – 2 (9-10 dtr) | Oriental Dragon      |
| Moitense             | 2 – 1            | Ançã                 |
| Olhanense            | 1 – 0            | Alvarenga            |
| Oliveira Hospital    | 5 – 0            | União Madeira        |
| Oliveirense          | 3 – 0            | Arronches Benfica    |
| Belenenses           | 5 – 3            | Pêro Pinheiro        |
| Pevidém              | 1 – 3 (dts)      | Trofense             |
| Sporting Pombal      | 0 – 4            | Leça                 |
| Rebordelo            | 1 – 2            | Cinfães              |
| Sacavenense          | 0 – 4            | Fafe                 |
| São Martinho         | 0 – 1            | Benfica e C.B.       |
| Serpa                | 4 – 0            | Olivais e Moscavide  |
| Sertanense           | 0 – 1            | Mafra                |
| Sintrense            | 1 – 1 (7-6 dtr)  | Macedo de Cavaleiros |
| Espinho              | 1 – 0            | Merelinense          |
| União de Montemor    | 0 – 2            | Länk Vilaverdense    |
| Vila Meã             | 1 – 5            | Feirense             |
| Vinhais              | 0 – 3            | Nacional             |
| Anadia               | 3 – 1            | Coruchense           |
| São Roque            | 0 – 3            | Farense              |
| Rabo de Peixe        | 2 – 3 (dts)      | Castro Daire         |
| Ferreiras            | 0 – 3            | Estrela Amadora      |
| Louletano            | 3 – 1            | Salgueiros           |
| Felgueiras 1932      | 2 – 0            | Chaves               |
| 26 settembre 2021    |                  |                      |
| Oleiros              | 0 – 2            | Varzim               |
| Sporting Ideal       | 0 – 3            | Valadares            |
| Vitória Sernache     | 1 – 3            | Rio Ave              |
| Maria da Fonte       | 0 – 1            | Penafiel             |

## Terzo turno
Il sorteggio è stato effettuato il 29 settembre 2021.
| 15 ottobre 2021   |                 |                    |
| Académica         | 0 – 4           | Famalicão          |
| Sintrense         | 0 – 5           | Porto              |
| Belenenses        | 0 – 4           | Sporting Lisbona   |
| 16 ottobre 2021   |                 |                    |
| Oliveira Hospital | 0 – 1           | Vitória Guimarães  |
| Berço             | 1 – 2 (dts)     | Belenenses SAD     |
| Camacha           | 1 – 2           | Tondela            |
| Leixões           | 5 – 1           | Länk Vilaverdense  |
| Oriental Dragon   | 2 – 3 (dts)     | Moreirense         |
| Paredes           | 3 – 1           | Académico de Viseu |
| Espinho           | 0 – 1 (dts)     | Caldas             |
| Valadares         | 1 – 3           | Casa Pia           |
| Vilafranquense    | 3 – 2 (dts)     | Real SC            |
| União Leiria      | 0 – 2           | Santa Clara        |
| Louletano         | 1 – 2           | Estrela Amadora    |
| Trofense          | 1 – 2 (dts)     | Benfica            |
| 17 ottobre 2021   |                 |                    |
| Varzim            | 2 – 2 (3-2 dtr) | Marítimo           |
| Vitória Setúbal   | 0 – 2           | Vizela             |
| Águias Moradal    | 0 – 3           | Paços Ferreira     |
| Alverca           | 4 – 1           | Anadia             |
| Castro Daire      | 2 – 2 (1-4 dtr) | Olhanense          |
| Cinfães           | 0 – 4           | Farense            |
| Condeixa          | 0 – 5           | Gil Vicente        |
| Feirense          | 3 – 1 (dts)     | Nacional           |
| Felgueiras 1932   | 0 – 1           | Estoril Praia      |
| Leça              | 1 – 1 (2-1 dtr) | Arouca             |
| Mafra             | 3 – 0           | União de Coimbra   |
| Moitense          | 0 – 5           | Braga              |
| Benfica e C.B.    | 1 – 2           | Penafiel           |
| Serpa             | 0 – 0 (7-6 dtr) | Covilhã            |
| Torreense         | 1 – 1 (3-1 dtr) | Fafe               |
| Oliveirense       | 3 – 3 (4-5 dtr) | Portimonense       |
| Rio Ave           | 4 – 0           | Boavista           |

## Sedicesimi di finale
Il sorteggio è stato effettuato il 21 ottobre 2021.
| 18 novembre 2021 |       |                   |
| Sporting Lisbona | 2 – 1 | Varzim            |
| 19 novembre 2021 |       |                   |
| Casa Pia         | 3 – 1 | Farense           |
| Penafiel         | 0 – 3 | Portimonense      |
| Benfica          | 4 – 1 | Paços Ferreira    |
| 20 novembre 2021 |       |                   |
| Leça             | 1 – 0 | Gil Vicente       |
| Vizela           | 2 – 0 | Estrela Amadora   |
| Rio Ave          | 2 – 1 | Olhanense         |
| Braga            | 6 – 0 | Santa Clara       |
| Alverca          | 1 – 2 | Famalicão         |
| Porto            | 5 – 1 | Feirense          |
| 21 novembre 2021 |       |                   |
| Serpa            | 0 – 5 | Estoril Praia     |
| Caldas           | 3 – 5 | Belenenses SAD    |
| Paredes          | 1 – 0 | Torreense         |
| Vilafranquense   | 0 – 1 | Mafra             |
| Moreirense       | 3 – 2 | Vitória Guimarães |
| 22 novembre 2021 |       |                   |
| Tondela          | 3 – 1 | Leixões           |

## Ottavi di finale
Il sorteggio è stato effettuato il 25 novembre 2021.
| 21 dicembre 2021 |                 |                  |
| Tondela          | 3 – 1           | Estoril Praia    |
| Famalicão        | 1 – 1 (2-4 dtr) | Portimonense     |
| 22 dicembre 2021 |                 |                  |
| Leça             | 1 – 1 (6-5 dtr) | Paredes          |
| Casa Pia         | 1 – 2           | Sporting Lisbona |
| 23 dicembre 2021 |                 |                  |
| Mafra            | 3 – 1           | Moreirense       |
| Rio Ave          | 1 – 1 (6-5 dtr) | Belenenses SAD   |
| Vizela           | 1 – 0           | Braga            |
| Porto            | 3 – 0           | Benfica          |

## Quarti di finale
Il sorteggio è stato effettuato il 27 dicembre 2021.
| 11 gennaio 2022 |             |                  |
| Leça            | 0 – 4       | Sporting Lisbona |
| 12 gennaio 2022 |             |                  |
| Rio Ave         | 0 – 1 (dts) | Tondela          |
| Vizela          | 1 – 3       | Porto            |
| 13 gennaio 2022 |             |                  |
| Portimonense    | 2 – 4       | Mafra            |

## Semifinali
| 2 marzo 2022 / 21 aprile 2022 |       |       |       |       |
| Sporting Lisbona              | 1 – 3 | Porto | 1 – 2 | 0 – 1 |
| 3 marzo 2022 / 20 aprile 2022 |       |       |       |       |
| Tondela                       | 4 – 1 | Mafra | 3 – 0 | 1 – 1 |

## Finale
| Arbitro: | Rui Costa |

|                                    |           |            |
| Taremi 22’ (rig.), 74’ Vitinha 52’ | Marcatori | 73’ Borges |